# 1978 год в истории метрополитена
В этой статье перечисляются основные  события из истории метрополитенов в 1978 году. Полужирным шрифтом выделены открытия новых транспортных систем.

## События
- 2 мая — открыта первая очередь Лионского метрополитена:
  - Линия A на участке Перраш → Лоран Бонве — Астробаль.
  - Линия B на участке Шарпен — Шарль Эрню → Гар Пар-Дьё — Вивье Мерль.
  - Линия C на участке Круа-Паке → Отель де Виль — Луи Прадель.
- 28 мая — открыта станция Мюнхенского метрополитена «Почиштрассе». В столице Баварии 20 станций.
- 11 августа — открыты 5 станций второго пускового участка Харьковского метрополитена: «Комсомольская» (ныне «Дворец Спорта»), «Советской армии», «Индустриальная» (ныне «Имени А. С. Масельского»), «Тракторный завод», «Пролетарская». В Харькове 13 станций.
- 12 августа — открыта вторая очередь Пражского метро и первая — Линии А (первой по номеру, но второй по очерёдности) c 7-ю станциями: «Дейвицка», «Гра́дчанска», «Ма́лостранска», «Ста́роместска», «Му́стек», «Му́зеум», «На́мести Ми́ру».
- 29 сентября — открыты:
  - станции Калужско-Рижской линии Московского метрополитена «Ботанический сад», «Свиблово», «Бабушкинская», «Медведково».
  - электродепо «Свиблово».
- 6 октября — открыты станции «Консоль» и «Хвангымболь» на линии Хёксин Пхеньянского метрополитена.
- 29 декабря — открыты 36-я и 37-я станции Ленинградского метрополитена на Кировско-Выборгской линии: «Гражданский проспект» и «Комсомольская» (ныне — «Девяткино»).
- Запуск серийного производства вагонов 81-717/714 на Мытищинском машиностроительном заводе (ММЗ).